# میما کارادژیچ
میما کارادژیچ (صربی: Mima Karadžić؛ زادهٔ ۹ آوریل ۱۹۵۵) بازیگر اهل مونته‌نگرو است. وی از سال ۱۹۷۵ میلادی تاکنون مشغول فعالیت بوده‌است.
از فیلم‌ها یا برنامه‌های تلویزیونی که وی در آن نقش داشته‌است می‌توان به جشن اکتبر اشاره کرد.